# 萨尔布拉克镇
萨尔布拉克镇，是中华人民共和国新疆维吾尔自治区伊犁哈萨克自治州霍城县下辖的一个乡镇级行政单位。

## 行政区划
萨尔布拉克镇下辖以下地区：
拜斯铁烈克村、开赞喀拉村、切特萨尔布拉克村、恰特尔塔勒村、巴依地响村、开力木库勒村、乔勒潘村、齐巴拉嘎西村、上莫家庄子村、下莫家庄子村和农田村。